# Palaemonetes lindsayi
Palaemonetes lindsayi is een garnalensoort uit de familie van de Palaemonidae. De wetenschappelijke naam van de soort is voor het eerst geldig gepubliceerd in 1974 door Villalobos Figueroa & H.H.Jr. Hobbs.